# Verlustverteilungsansatz
Bei dem Verlustverteilungsansatz (Loss Distributed Approaches, LDA) schätzen Kreditinstitute im Risikomanagement für jede Einzelne oder Gruppen von Geschäftsbereichs-Risiko-Kombinationen die voraussichtliche Verteilung über einen zukünftigen Zeitraum. Die Eigenmittelhinterlegung basiert hierbei auf einer hohen Wahrscheinlichkeitsdichte einer Verlusthäufigkeitsverteilung. Bei dem LDA basiert die übergreifende Verlusthäufigkeitsverteilung auf Annahmen über die voraussichtliche Anzahl und Höhe auftretender Risikoereignisse. Es werden also sowohl die Verteilung der Anzahl als auch die Verteilung der Höhe von Verlustereignissen mit einbezogen. Dabei muss jedoch beachtet werden, dass beide unabhängig voneinander betrachtet werden, also jeweils eine eigenständige Verteilungsfunktion abbilden. Hierbei können unterschiedliche Verteilungsfunktionen für jede einzelne Annahme verwendet werden. Sinnvollerweise könnte hierbei eine Poisson-Verteilung (diskrete Wahrscheinlichkeitsverteilung) für die Anzahl und eine logarithmische Normalverteilung für die Höhe der Verlustereignisse verwendet werden. Der Hauptunterschied zwischen dem LDA und dem internen Bemessungsansatz (Internal Measurement Approaches, IMA) ist die Tatsache, dass der LDA eher auf eine direkte Abschätzung unerwarteter Verluste abzielt, während der IMA versucht, die Verlustschätzung durch Annahmen über die Relationen von linearem Verhältnis und nicht-linearem Verhältnis, erwarteter und unerwarteter Verluste zu schätzen.